# Gösta Lundqvist (geolog)
Adolf Gösta Lundqvist, född 24 mars 1894 i Hedvig Eleonora församling i Stockholm, död 30 juni 1967 i Danderyds församling i Stockholms län, var en svensk geolog. Han var far till geologerna Jan och Thomas Lundqvist.

## Biografi
Gösta Lundqvist var son till byrådirektören Ammiel Lundqvist och sonson till Gustaf Lundqvist. Efter studentexamen vid Nya Elementarskolan i Stockholm 1913 studerade Lundqvist vid Stockholms högskola, där han blev filosofie kandidat 1917, filosofie licentiat 1919 och filosofie doktor 1925 på avhandlingen Utvecklingshistoriska insjöstudier i Sydsverige. Han var verksam vid Sveriges geologiska undersökning (SGU) som förste statsgeolog 1920–1961 och tilldelades professors namn 1957.
Lundqvists forskning var främst inriktad på de kvartära jordarterna, men han var även en pionjär inom limnologin. Bland hans många skrifter kan särskilt nämnas hans medverkan i andra (1949), tredje (1957) och fjärde (1963) upplagorna av Sveriges geologi (tillsammans med bland andra Nils H. Magnusson). Lundqvist utgav även geologiska kartblad, bland annat över Kopparbergs och Gävleborgs län. Han invaldes som ledamot av Vetenskapsakademien 1951.
Han var från 1924 gift med Disa Rydeman (1897–1989). Makarna är begravda på Danderyds kyrkogård.